# Vimpeltyrann
Vimpeltyrann (Alectrurus risora) är en fågel i familjen tyranner inom ordningen tättingar.

## Utbredning och systematik
Fågeln förekommer lokalt i östra Paraguay, södra Brasilien, Uruguay och norra Argentina. Den behandlas som monotypisk, det vill säga att den inte delas in i några underarter.

## Status
IUCN kategoriserar arten som sårbar.